# Lábaši-Marduk
Lábaši-Marduk, byl novobabylonským králem z chaldejské dynastie. Byl synem předchozího krále Neriglissara. Jako velmi mladý nastoupil na trůn roku 556 př. n. l. po čtyřleté otcově vládě. Byl zavražděn pouhých devět měsíců po své korunovaci, pravděpodobně nebyl s ohledem na svůj nízký věk schopen odolat konspiraci proti své osobě. Po jeho smrti byl za nového krále zvolen Nabonid.